# Las Cabras (Herrera)
Las Cabras es un corregimiento del distrito de Pesé en la provincia de Herrera, República de Panamá. La población tiene 2.147 habitantes (2023).